# Llum lenta
En òptica, la llum lenta és la propagació d'un pols òptic o una altra modulació d'un portador òptic a una velocitat de grup molt baixa. La llum lenta es produeix quan un pols que es propaga es veu alentit substancialment per la interacció amb el medi en què té lloc la propagació.
Es sabia que les velocitats de grup per sota de la velocitat de la llum al buit c eren possibles des del 1880, però no es van poder realitzar d'una manera útil fins al 1991, quan Stephen Harris i col·laboradors van demostrar la transparència induïda electromagnèticament en àtoms d'estronci atrapats. L'any 1995 es va informar de la reducció de la velocitat de la llum en un factor de 165. L'any 1998, la física danesa Lene Vestergaard Hau va dirigir un equip combinat de la Universitat Harvard i l'Institut Rowland per a la Ciència que va aconseguir velocitats de grup molt més baixes de la llum. Van aconseguir frenar un feix de llum a uns 17 metres per segon. L'any 2004, els investigadors de la UC Berkeley van demostrar per primera vegada la llum lenta en un semiconductor, amb una velocitat de grup de 9,6 quilòmetres per segon. Hau i els seus col·legues més tard van aconseguir aturar la llum completament i van desenvolupar mètodes mitjançant els quals es pot aturar i després reiniciar-lo.
El 2005, IBM va crear un microxip que pot alentir la llum, fet amb materials bastant estàndards, potencialment obrir el camí cap a l'adopció comercial.

## Rerefons
Quan la llum es propaga a través d'un material, viatja més lenta que la velocitat del buit, c. Aquest és un canvi en la velocitat de fase de la llum i es manifesta en efectes físics com la refracció. Aquesta reducció de la velocitat es quantifica per la relació entre c i la velocitat de la fase. Aquesta relació s'anomena índex de refracció del material. La llum lenta és una reducció espectacular de la velocitat de grup de la llum, no la velocitat de fase. Els efectes de llum lents no es deuen a índexs de refracció anormalment grans, com s'explicarà a continuació.
La imatge més senzilla de la llum donada per la física clàssica és d'una ona o pertorbació en el camp electromagnètic. En el buit, les equacions de Maxwell prediuen que aquestes pertorbacions viatjaran a una velocitat específica, denotada pel símbol c. Aquesta coneguda constant física es coneix comunament com la velocitat de la llum. El postulat de la constància de la velocitat de la llum en tots els marcs de referència inercials es troba al cor de la relativitat especial i ha donat lloc a la noció popular que la "velocitat de la llum és sempre la mateixa". Tanmateix, en moltes situacions la llum és més que una pertorbació en el camp electromagnètic.
La llum que viatja dins d'un medi no és només una pertorbació únicament del camp electromagnètic, sinó més aviat una pertorbació del camp i de les posicions i velocitats de les partícules carregades (electrons) dins del material. El moviment dels electrons està determinat pel camp (a causa de la força de Lorentz) però el camp està determinat per les posicions i velocitats dels electrons (a causa de la llei de Gauss i la llei d'Ampère ). El comportament d'una pertorbació d'aquest camp combinat de densitat de càrrega electromagnètica (és a dir, la llum) encara està determinat per les equacions de Maxwell, però les solucions són complicades a causa de l'íntim vincle entre el medi i el camp.
La comprensió del comportament de la llum en un material es simplifica limitant els tipus de pertorbacions estudiades a les funcions sinusoïdals del temps. Per a aquests tipus de pertorbacions les equacions de Maxwell es transformen en equacions algebraiques i es resolen fàcilment. Aquestes pertorbacions especials es propaguen a través d'un material a una velocitat més lenta que c anomenada velocitat de fase. La relació entre c i la velocitat de la fase s'anomena índex de refracció o índex de refracció del material (n). L'índex de refracció no és una constant per a un material determinat, sinó que depèn de la temperatura, la pressió i de la freqüència de l'ona de llum (sinusoïdal). Aquest últim condueix a un efecte anomenat dispersió.
L'ull humà percep la intensitat de la pertorbació sinusoïdal com la brillantor de la llum i la freqüència com el color. Si una llum s'encén o s'apaga en un moment específic o es modula d'una altra manera, l'amplitud de la pertorbació sinusoïdal també depèn del temps. L'amplitud variable en el temps no es propaga a la velocitat de fase sinó a la velocitat del grup. La velocitat del grup depèn no només de l'índex de refracció del material, sinó també de la manera com l'índex de refracció canvia amb la freqüència (és a dir, la derivada de l'índex de refracció respecte a la freqüència).
La llum lenta es refereix a una velocitat de grup molt baixa de la llum. Si la relació de dispersió de l'índex de refracció és tal que l'índex canvia ràpidament en un petit rang de freqüències, aleshores la velocitat del grup pot ser molt baixa, milers o milions de vegades inferior a c, tot i que l'índex de refracció encara és un típic. valor (entre 1,5 i 3,5 per a vidres i semiconductors).

## Preparació
Hi ha molts mecanismes que poden generar llum lenta, tots els quals creen regions espectrals estretes amb alta dispersió, és a dir, pics en la relació de dispersió. Els esquemes s'agrupen generalment en dues categories: dispersió de material i dispersió de guia d'ones.

### Dispersió material
Els mecanismes de dispersió de materials com la transparència induïda electromagnèticament (EIT), l'oscil·lació coherent de la població (CPO) i diversos esquemes de mescla de quatre ones (FWM) produeixen un canvi ràpid en l'índex de refracció en funció de la freqüència òptica, és a dir, modifiquen el component temporal. d'una ona que es propaga. Això es fa mitjançant l'ús d'un efecte no lineal per modificar la resposta del dipol d'un mitjà a un camp de senyal o "sonda". Els mecanismes de dispersió com els cristalls fotònics a les vores vermelles i blaves, guies d'ona òptiques de ressonadors acoblats (CROW) i altres estructures de micro-ressonadors modifiquen el component espacial (k-vector) d'una ona que es propaga.

### Dispersió de guia d'ones
La llum lenta també es pot aconseguir aprofitant les propietats de dispersió de guies d'ones planars realitzades amb metamaterials negatius simples (SNM) o metamaterials dobles negatius (DNM).
Una figura de mèrit predominant dels esquemes de llum lenta és el producte de retard d'ample de banda (BDP). La majoria dels esquemes de llum lenta poden oferir un retard arbitràriament llarg per a una longitud del dispositiu determinada (longitud/retard = velocitat del senyal) a costa de l'ample de banda. El producte dels dos és aproximadament constant. Una xifra de mèrit relacionada és el retard fraccionari, el temps que es retarda un pols dividit pel temps total del pols. La transparència induïda per plasmon, un anàleg de l'EIT, proporciona un altre enfocament basat en la interferència destructiva entre diferents modes de ressonància. El treball recent ha demostrat aquest efecte en una àmplia finestra de transparència en un rang de freqüències superior a 0,40 THz.

## Usos potencials
La ralentització de la llum té diverses aplicacions pràctiques potencials en múltiples camps tecnològics, des d'Internet de banda ampla fins a la informàtica quàntica:
- La llum lenta podria millorar la transmissió de dades en les comunicacions òptiques mitjançant la reducció de la distorsió del senyal i la millora de la qualitat del senyal.[14]
- Els interruptors òptics que fan ús de la llum lenta en els cristalls fotònics podrien produir una transmissió de dades més ràpida en cables de fibra òptica, alhora que tenen uns requisits d'energia significativament més baixos.[15]
- La llum lenta també es pot utilitzar per controlar els retards a les xarxes òptiques, permetent un flux de trànsit més ordenat.[16]
- A més, la llum lenta es pot utilitzar per construir interferòmetres que siguin molt més sensibles al canvi de freqüència que els interferòmetres convencionals.[17] Aquesta propietat es pot utilitzar per construir sensors de freqüència millors i més petits i espectròmetres compactes d'alta resolució.
- Altres aplicacions potencials inclouen la memòria quàntica òptica.[18]